# WWE Day 1 (2022)
PPV Day 1 — Day 1 стало першою подією у 2022 році,що проводиться федерацією реслінгу WWE, в якому брали участь бійці бренду Raw та SmackDown. PPV відбулося 1 січня 2022 року у Стейт Фарм-арена в місті Атланта, Джорджія, США. Це було перше в історії проведення цього PPV, воно виступило заміною такій події як WWE TLC: Tables, Ladders & Chairs.

## Матчі
| №                                | Матч                                                                                       | Тип матчу                                            | Час   |
| -------------------------------- | ------------------------------------------------------------------------------------------ | ---------------------------------------------------- | ----- |
| Kick off                         | Рідж Холланд та Шеймус перемогли Сезаро та Рикошета                                        | Командний матч                                       | 09:45 |
| 1                                | Брати Усо (Джиммі Усо, Джей Усо) (с) перемогли The New Day (Кофі Кінгстон, Король Вудс)    | Командний матч за командне чемпіонство WWE SmackDown | 17:05 |
| 2                                | Дрю МакІнтайр переміг Медкап Мосса (з Щасливий Корбін)                                     | Одиночний матч                                       | 9:45  |
| 3                                | RK-Bro (Ренді Ортон, Ріддл) (с) перемогли The Street Profits (Анджело Докінс, Монтез Форд) | Командний матч за командне чемпіонство WWE Raw       | 11:15 |
| 4                                | Едж переміг Міза                                                                           | Одиночний матч                                       | 20:00 |
| 5                                | Беккі Лінч (с) перемогла Лів Морган                                                        | Одиночний матч за Чемпіонство Raw WWE серед жінок    | 17:00 |
| 6                                | Брок Леснар переміг Біг І (с), Сета Ролінса, Кевіна Оуенса, Боббі Лешлі                    | Fatal Five-Way матч за Чемпіонство WWE               | 8:25  |
| (c) — чемпіон на момент поєдинку |                                                                                            |                                                      |       |

1. ↑  Cesaro & Ricochet battle Sheamus 2-on-1 in Day 1 Kickoff following Ridge Holland injury. WWE (англ.). Процитовано 5 серпня 2024.
2. ↑  The Usos battle The New Day in an explosive SmackDown Tag Team Title Match. WWE (англ.). Процитовано 5 серпня 2024.
3. ↑  Drew McIntyre got the last laugh on Madcap Moss. WWE (англ.). Процитовано 5 серпня 2024.
4. ↑  Beth Phoenix returned to help Edge even the odds against Miz & Maryse. WWE (англ.). Процитовано 5 серпня 2024.
5. ↑  Becky Lynch out Mans Liv Morgan in hard-fought Raw Women’s Title Match. WWE (англ.). Процитовано 5 серпня 2024.
6. ↑  Brock Lesnar wins an epic Fatal 5-Way Match to capture the WWE Title. WWE (англ.). Процитовано 5 серпня 2024.